# Lautern (Heubach)
Lautern ist seit 1971 ein Teil der Stadt Heubach im Ostalbkreis. Mit einer Bodenfläche von 626 ha macht sie fast 25 % der Gesamtfläche der Stadt aus. Die ehemals selbständige Gemeinde wird aufgrund ihrer zahlreichen Gartenbaubetriebe auch als „Gärtnerdorf“ bezeichnet.

## Geographie

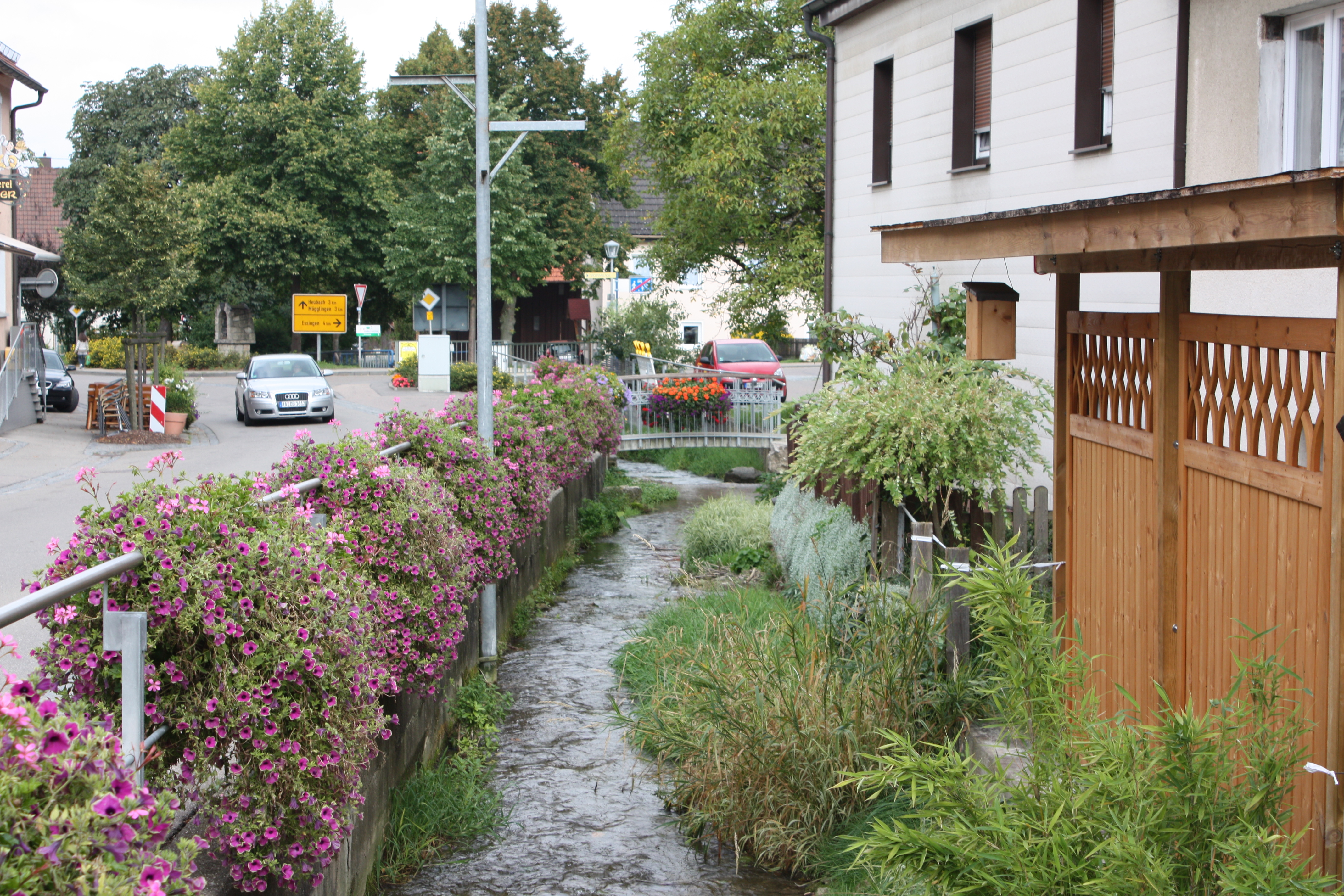
Die Lauter fließt durch den Ort

Lautern liegt eingebettet zwischen dem 735 m hohen Rosenstein im Westen, dem 683 m hohen Hart im Osten und dem 714 m hohen Mittelberg im Süden. Im südwestlich gelegenen Lappertal entspringt die Lauter, die den Ort in nördlicher Richtung entlang der Kreisstraße 3282 durchfließt.
Der Ort grenzt im Norden an die Gemeinde Mögglingen, im Osten und Süden an Essingen und im Westen direkt an die Stadt Heubach.

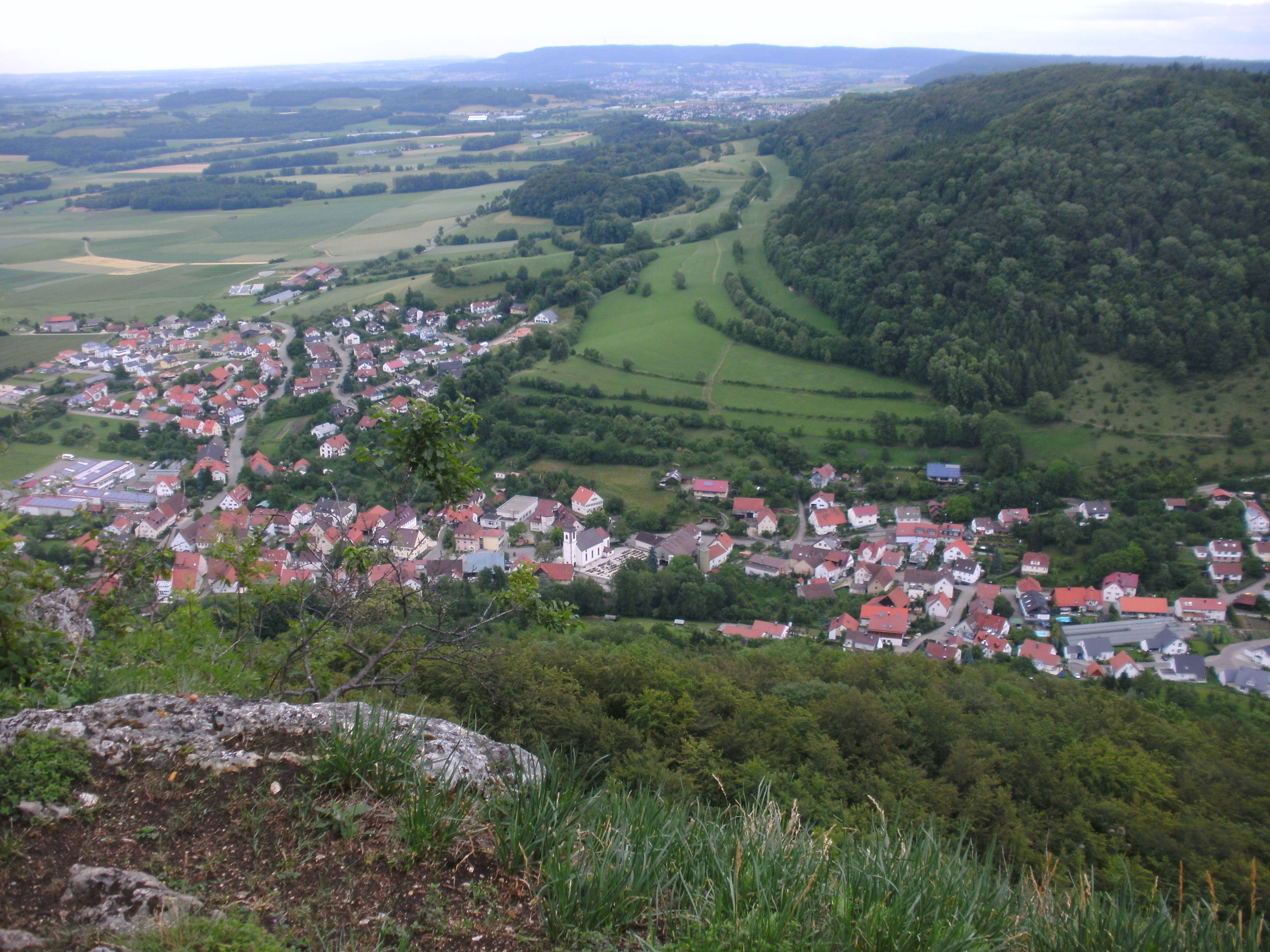
Blick vom Ostfelsen des Rosensteins auf Lautern

Neben Lautern wird lediglich noch die im Lappertal an der jungen Lauter liegende Ölmühle als eigener Wohnplatz gezählt.

## Geschichte

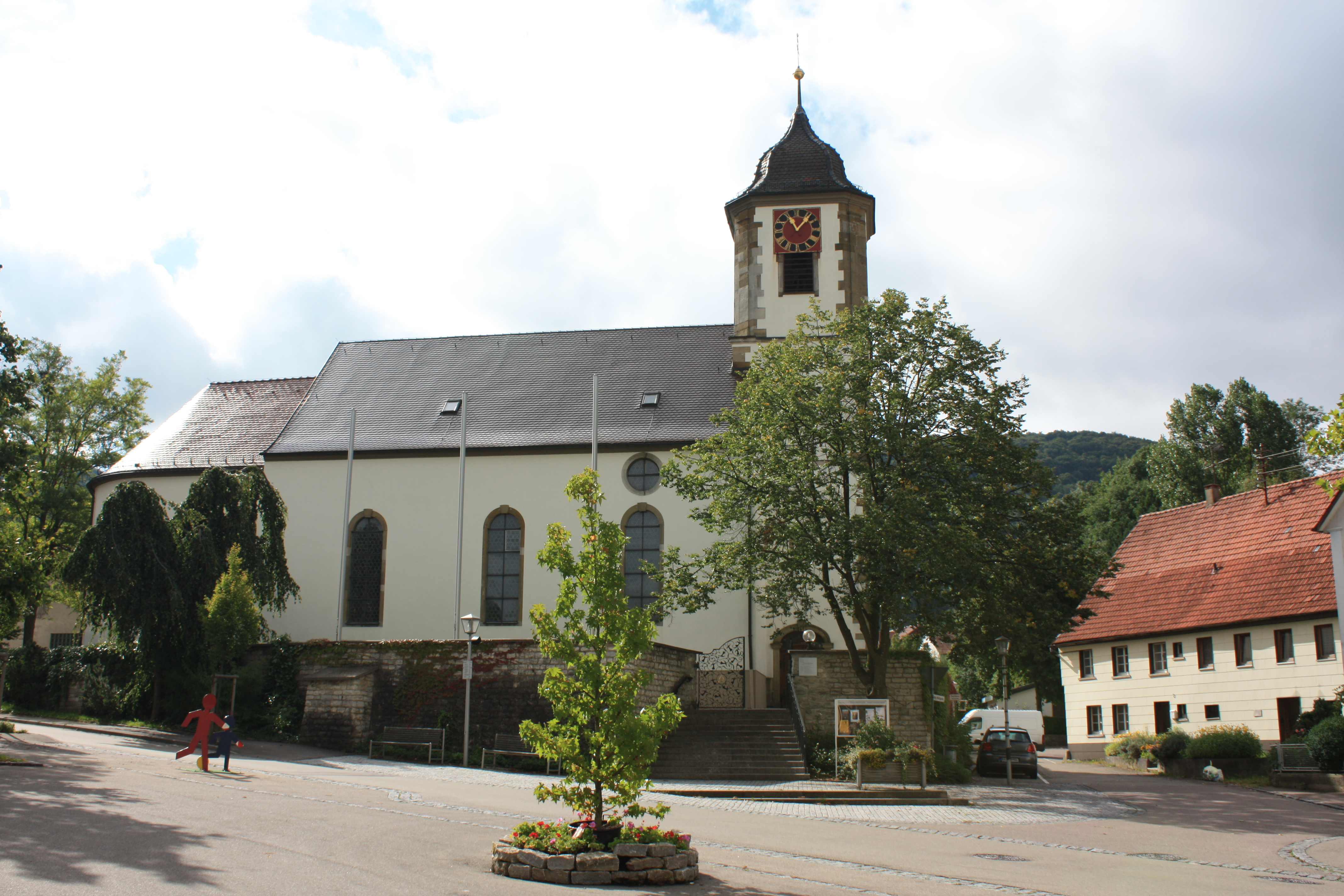
Die Dorfkirche Mariä Himmelfahrt von 1783

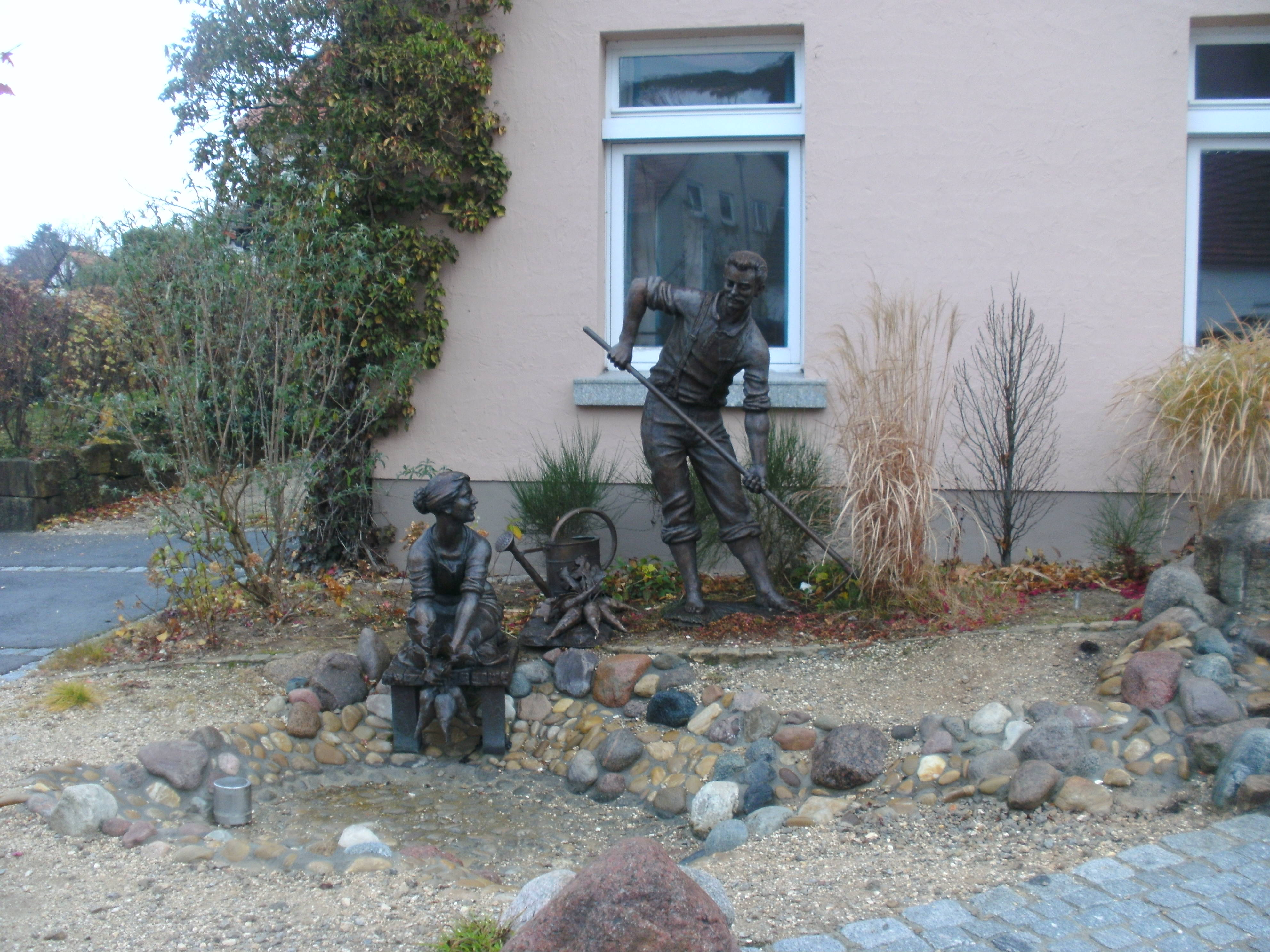
Der Gärtnerbrunnen

Der Name des Ortes rührt vom Fluss Lauter her („klares Wasser“). Das Dorf lag an der wichtigen Fernstraße zwischen Augsburg und Straßburg und gehörte zur Herrschaft Lauterburg. 1345 wird es im sogenannten „ersten Gmünder Brief“ urkundlich erwähnt, als ein Ludwig von Oettingen dem Heilig-Geist-Spital in Schwäbisch Gmünd das Patronatsrecht und ein Gut in Essingen verkauft. 1414 wurde die Lauterner Kirche dem Spital einverleibt.
Im 14. und 15. Jahrhundert teilten sich die Herrschaftsverhältnisse zwischen mehreren Besitzern auf. Am bedeutendsten waren lange die Herren von Woellwart-Hohenroden, bevor im 16. Jahrhundert das Heilig-Geist-Spital mit etwa 80 % Besitzanteil diese Position übernahm.
Die Woellwarths setzten 1555 die Reformation bei ihren Untertanen im Ort durch, die daraufhin nach Lauterburg eingepfarrt wurden. Die im Ort gelegene Kirche gehörte weiterhin zum Gmünder Spital und blieb katholisch.
Zur Vermeidung von Streitigkeiten einigten sich 1599 die Dorfherren auf eine gemeinsame „Dorffsordnung zue Lautteren“, die 1689 erneuert wurde.
Das Gmünder Spital ließ von 1783 bis 1785 durch den Baumeister Johann Michael Keller die heutige katholische Pfarrkirche Mariä Himmelfahrt im Rokokostil an Stelle einer gotischen Kirche errichten.
Der größere Gmünder Teil des Ortes wurde 1802/03 württembergisch und im darauf folgenden Jahr dem Schultheißenamt Mögglingen zugeordnet. Die übrigen, bis dahin weiterhin woellwarthischen Teile Lauterns kam 1806 ebenfalls nach Württemberg. Zusammen mit Essingen, Hohenroden und Lauterburg kam das Dorf 1807 zum Oberamt Gmünd und verblieb dort, nachdem Hohenroden und Lauterburg 1810 dem Oberamt Aalen eingegliedert wurden. Bis 1821 verblieb der Ort in der Gemeinde Mögglingen und wurde danach eigenständig. Im Jahr 1852 umfasste Lautern 407 Einwohner.
In der zweiten Hälfte des 19. Jahrhunderts entwickelte sich in der Ortschaft der Gartenbau als bedeutender Gewerbezweig neben der Landwirtschaft. Vor allem die Nelkenzucht des „Nelkenkönigs“ Breuling war bekannt.
Bei der Reichstagswahl im Juli 1932, der vorletzten freien Wahl vor der Machtübernahme der Nationalsozialisten 1933, schnitten diese in Lautern mit 5,2 Prozent der Stimmen weit unter dem württembergischen Landesdurchschnitt ab. Mit Abstand stärkste Partei wurde das katholische Zentrum mit 61,7 Prozent, gefolgt vom Württembergischen Bauern- und Weingärtnerbund mit 21,9 Prozent.
Nach dem Zweiten Weltkrieg erlebte die kleine Gemeinde ein Bevölkerungswachstum durch Heimatvertriebene, das ein umfangreiches Bauprogramm zur Folge hatte; von 570 Einwohnern im Jahr 1939 stieg die Bevölkerung auf 795 Personen im Jahr 1950.  Mit Erschließung des Wohngebiets Brühl konnte 1954 die Wohnungsnot eingedämmt werden. Weitere Baugebiete wurden 1958/59 (Obere Wiesen) und von 1963 bis 1965 (Bürglesbühl) erschlossen. Weitere bedeutende Maßnahmen zur Entwicklung der Infrastruktur waren 1954 der Bau des überkonfessionellen Kindergartens durch die Katholische Kirchengemeinde und 1963/64 die Errichtung des neuen Rathauses. Von 1963 bis 1967 wurde Lautern an die Landeswasserversorgung angeschlossen.
Im Rahmen der baden-württembergischen Gebietsreform verlor Lautern seine Eigenständigkeit. 1970 entschied sich die Bürgerschaft in einer Bürgerbefragung für die Eingemeindung nach Heubach statt nach Mögglingen, die am 1. Januar 1971 erfolgte. Der Ort zählte zu diesem Zeitpunkt 1072 Einwohner.

## Politik
Lauterns Bürger werden durch das Verfahren der unechten Teilortswahl mit drei Mitgliedern im Heubacher Gemeinderat vertreten. Darüber hinaus besteht für Lautern ein Ortschaftsrat mit acht Mitgliedern, die für eine Amtszeit von fünf Jahren gewählt sind. Bei der letzten Kommunalwahl 2024 trat als einzige Gruppierung die Wählergruppe „Zukunft für Lautern“ an, die 99,98 Prozent der Stimmen auf sich vereinen konnte. Ortsvorsteherin ist seit Juli 2024 Erika Weber.

## Wappen
Die Blasonierung des ehemaligen Gemeindewappens lautete: In Silber ein blauer Wellenbalken, darüber ein wachsendes, rotes Einhorn, darunter eine steigende rote Mondsichel.
Das Einhorn verwies auf die Zugehörigkeit zur Reichsstadt Schwäbisch Gmünd. Die Mondsichel entstammte dem Wappen der bedeutenden Grundherren von Woellwarth-Hohenroden, während der Wellenbalken auf die namensgebende Lauter verwies.
Die Gemeindeflagge war Blau-Weiß.
Am 27. Februar 1957 beschloss der Gemeinderat Wappen und Flagge.

## Persönlichkeiten
Ehrenbürger
- Klemens Breuling (1797–1860), Schulmeister und Gärtner („Nelkenkönig“), Begründer des Gartenbaugewerbes in Lautern
- Alois Dangelmaier (1889–1978), Pfarrer und Heimatforscher, 1967 für seine Verdienste und anlässlich zu seinem 50-jährigen Priesterjubiläum

Sonstige Persönlichkeiten
- Georg Holzwarth (1943–2024), deutscher Schriftsteller und Hörspielautor, wuchs in Lautern auf
- Josef von Lipp, römisch-katholischer Bischof von Rottenburg, wuchs in Lautern auf